# Jacob Vandsø Rasmussen
Jacob Rasmussen (Odense, Dinamarca, 28 de mayo de 1997) es un futbolista danés. Juega de defensa y su equipo es el Red Bull Salzburgo de la Bundesliga.

## Selección nacional
| Selección        | Sede    | Año  | Partidos | Goles |
| ---------------- | ------- | ---- | -------- | ----- |
| Selección sub-17 | Malta   | 2014 | 3        | 0     |
| Selección sub-19 | Grecia  | 2016 | 3        | 1     |
| Selección sub-21 | Polonia | 2017 | 1        | 0     |

## Clubes
| Club                          | País         | Año       | Partidos | Goles |
| ----------------------------- | ------------ | --------- | -------- | ----- |
| F. C. St. Pauli II            | Alemania     | 2016-2017 | 17       | 1     |
| F. C. St. Pauli               | Alemania     | 2016-2017 | 0        | 0     |
| Rosenborg BK                  | Noruega      | 2017-2018 | 30       | 0     |
| Empoli F. C.                  | Italia       | 2018-2019 | 15       | 0     |
| ACF Fiorentina                | Italia       | 2019-2023 | 0        | 0     |
| F. C. Erzgebirge Aue (cedido) | Alemania     | 2020      | 14       | 0     |
| S. B. V. Vitesse (cedido)     | Países Bajos | 2020-2022 | 72       | 3     |
| Feyenoord (cedido)            | Países Bajos | 2022-2023 | 12       | 1     |
| Brøndby IF                    | Dinamarca    | 2023-2025 | 70       | 1     |
| Red Bull Salzburgo            | Austria      | 2025-     | 3        | 0     |

## Palmarés

### Títulos nacionales
| Título               | Club         | País         | Año     |
| -------------------- | ------------ | ------------ | ------- |
| Supercopa de Noruega | Rosenborg BK | Noruega      | 2017    |
| Eliteserien          | Rosenborg BK | Noruega      | 2017    |
| Supercopa de Noruega | Rosenborg BK | Noruega      | 2018    |
| Eredivisie           | Feyenoord    | Países Bajos | 2022-23 |